# 우에무라 슈이치
우에무라 슈이치(일본어: 植村 修一, 1966년 12월 3일 ~ )는 일본의 전 축구 선수이다.

## 구단 경력
1987년 일본 사커 리그의 도요타 자동차에 입단했다. 1990년까지 59경기에 출전. 1992년 재팬 풋볼 리그의 교토 자광 클럽(교토 퍼플 상가)에 입단했다. 1995년 재팬 풋볼 리그 준우승으로 J1리그로 승격했다. 1996년까지 61경기에 출전, 1996년후 현역 은퇴.